# جدارا
جدارا (باليونانية: Γάδαρα Gádara) مدينة هيلينستية قديمة، كانت ولفترة طويلة إحدى المدن في حلف المدن العشرة، وهي أسقفية سابقة وحاليًا لاتينية كاثوليكية.
تقع أنقاضها اليوم في بلدة أم قيس في لواء بني كنانة في محافظة إربد بالقرب من حدود الأردن مع فلسطين وسوريا. بنيت على تل يبلغ ارتفاعه 378 مترًا (1240 قدمًا) فوق مستوى سطح البحر ويطل على وادي نهر اليرموك من الشمال والشمال الغربي، وكذلك مرتفعات الجولان وبحيرة طبريا.

## التسمية
ربط بعض الباحثين اسم جدارا بمنحدر وادي العرب الذي يطلق عليه “جدر” أما جذر الكلمة فمأخوذ من “جَ دَ رَ” وهو جذر سامي الأصل يعني الحصن أو التحصين والذي ينطق (جدارا) عند تحويله لليونانية. ومن الأسماء الأخرى لها (مكيس) أي الحد الفاصل وهو يعكس الدور السياسي والتجاري والعسكري الذي لعبته المدينة فيما سبق. بينما يقترح آخرون بأن مكيس أصلها المكوس والتي تعني الضرائب فقد كانت المدينة نقطة لجمع الضرائب. كما أطلق عليها اسم (بومبيا) تيمنا بالإمبراطور الروماني بومبي الذي دخل المنطقة عام 63 ق.م. وأسس تحالف المدن العشر.
ذكرت أيضا في المصادر التاريخية العربية كمعجم البلدان لياقوت الحموي الذي قال: جدره هي قرية في الأردن” وقال الشاعر أبو ذؤيب: فما أن رحيق سبته التجار…. من أذرعات فوادي جدر.

## تاريخ
خلال الفترتين الهلنستية والرومانية كانت جدارا مركزًا للثقافة اليونانية في المنطقة وتتمتع بمكانة سياسية ودينية خاصة. زار المدينة لأول مرة المستكشف الألماني ستزن عام 1806 وكان أول من صنفها كواحدة من مدن الديكابولس العشر.

### خلال الحقبة الهلنستية

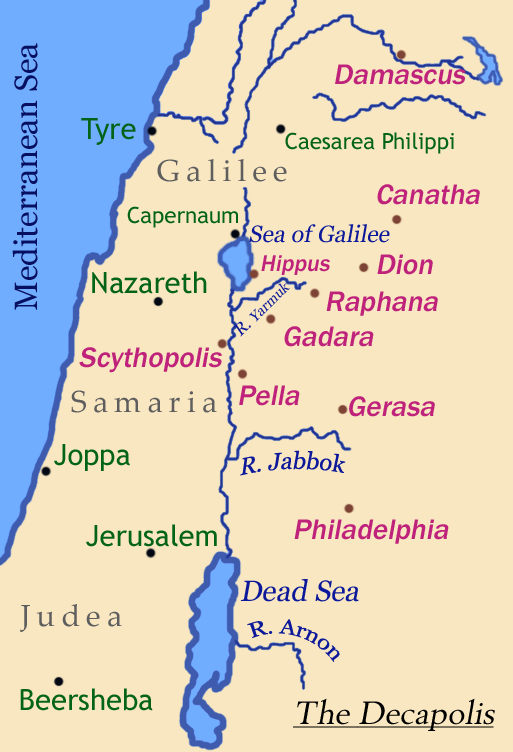
خريطة حلف المدن العشرة الرومانية (الديكابزلس) والتي تتضمدن مدينة جدارا

تمتّعت مدينة جدارا خلال الحقبة الهلنستية بأهمّية ثقافيّة كبيرة وشهدت مولد عدد من أبرز الفلاسفة والأدباء، فكانت مسقط رأس الكاتب اليونانيّ الساخر مينيبوس الكلبيّ الذي عاش في القرن الثالث قبل الميلاد، وهو العبد الذي أصبح فيلسوفًا ساخرًا فكتب مزيجًا من نصوص النثر والشعر التي سخر فيها من حماقات البشر. اندثرت أعماله ولم يصل منها شيء تقريبًا، غير أنّ كُل من الكاتب الروماني فارو ريتينوس والأديب السرياني لوقيان السميساطي قلّدا بعضها.
شهدت مدينة جدارا أيضًا مولِد الفيلسوف الإبيقوري اليوناني فيلوديموس الجداري، الذي تتلمذ لاحقًا على يد الباحث الأبيقوري زينون الصيدوني في أثينا، ثُم عكف على تدريس الفلسفة الإبيقورية لحمو قيصر في قصر بيسوس الواقع بمدينة هركولانيوم الرومانية، حيث شكّلت المخطوطات التي عُثر عليها في مكتبة القصر وفك شفرتها شهادة مهمة على تاريخ الفلسفة الإبيقورية الرومانية.
وفي أوائل القرن الأول قبل الميلاد شهدت مدينة جدارا مولد ابنها الأشهر ميلياجروس الجداري الذي يُعدّ واحدًا من أبرز الشعراء اليونانيين الهلنستيين، ليس بفضل أعماله الخاصة فقط، وإنما بسبب مختاراته من الشعراء الآخرين أيضًا، والتي شكلت أساس المجموعة الكبيرة المعروفة باسم المختارات اليونانية.
وصف المؤرخ اليوناني بوليبيوس مدينة جدارا بأنها كانت في عام 218 قبل الميلاد الأقوى من بين جميع بلدان المنطقة. ومع ذلك، فقد استسلمت بعد ذلك بوقت قصير عندما حاصرها الملك السلوقي أنطيوخوس الثالث ملك سوريا. في عهد السلوقيين، كانت مدينة جدارا تعرف أيضًا باسم أنطيوخية (باليونانية القديمة: Αντιόχεια) أو أنطيوخية سميراميس (باليونانية القديمة: Ἀντιόχεια Σεμίραμις, Antiókheia Semiramis) وباسم سلوقية (اليونانية القديمة: Σεлεύκεια). مرت المنطقة بحقب متعاقبة من سيطرة الملوك السلوقيين في سوريا والبطالمة في مصر، قبل أن يتمكّن الملك الحشموني ألكسندر جانيوس من الاستيلاء على المدينة وتدميرها.

### خلال الحقبة الرومانية

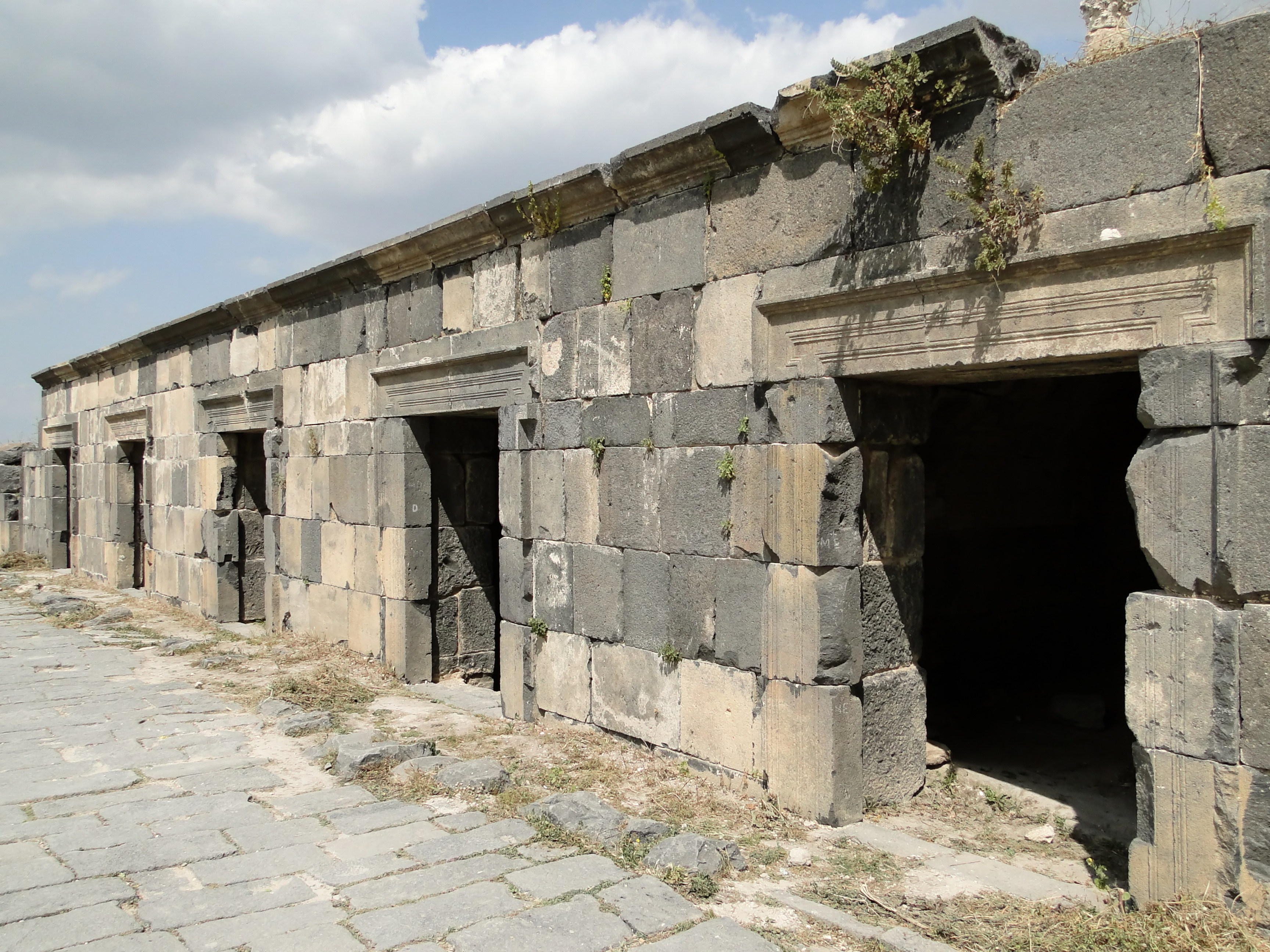
هياكل حجرية في مدينة جدارا

بعدما أخضع القائد الروماني بومبي المنطقة للسيطرة الرومانية في عام 63 قبل الميلاد، أعاد بناء مدينة جدرا وجعلها واحدة من المدن شبه المستقلة في حلف المدن العشرة (الديكابولس) الروماني، كما جعلها حصنًا في مواجهة التوسع النبطي. ولكن في عام 30 قبل الميلاد، هُزم القيصر الرومانيّ أغسطس وأصبحت المدينة نتيجة لذلك خاضعة لسيطرة الملك اليهودي هيرودس. وبحسب ما ذكره المؤرخ اليهودي الروماني يوسيفوس فلافيوس فقد أصبحت مدينة جدارا جزءًا من مقاطعة سوريا الرومانية بعد وفاة الملك هيرودس عام 4 قبل الميلاد. كانت القناة الرومانية التي يعود تاريخ شقّها إلى القرن الثاني الميلادي تزود مدينة جدارا بمياه الشرب، وهي قناة يبلغ طولها 170 كيلومترًا (110 ميلًا)، ويمتد الجزء الأكبر منها تحت الأرض لمسافة 94 كم، هو أطول نفق معروف منذ العصور القديمة.

### خلال الحقبة البيزنطية والإسلامية المبكرة
ظلت مدينة جدارا تتمتّع بمكانة مهمة داخل الإمبراطورية الرومانية الشرقية، وكانت لفترة طويلة مقرًا للأسقف المسيحي. ومع الفتح العربي، وبعد معركة اليرموك في عام 636، أصبحت جدارا تحت الحكم الإسلامي، قبل أن تتعرض المدينة للتدمير إلى حد كبير بسبب الزلزال الذي ضربها قرابة عام 749، ممّا أجبر سكانها على التخلي عنها.

### في التاريخ الكنسي
تمتعت مدينة جدارا القديمة بمكانة مهمة، مما جعلها تصبح مقرًّا لأسقفية متروبوليتان في سكيثوبوليس عاصمة مقاطعة فلسطين الثانية الرومانية، لكنها سُرعان ما تلاشت مع تغير معالم المدينة بعد الفتح الإسلامي. وفي القرن الخامس عشر، أصبح للمدينة أسقفًا فخريًّا، ويُبيّن الجدول التالي أسماء الأساقفة الذين شغلوا منصب الأساقفة الفخريين لأبرشية جدارا:
| الاسم                   | الحركة                             | تاريخ تولي المنصب            | تاريخ ترك المنصب              |
| ----------------------- | ---------------------------------- | ---------------------------- | ----------------------------- |
| يوهان إيرلر             | الإخوة الأصاغر                     | 12 يوليو (تموز) 1432         | 1469                          |
| ماتياس كانوتي           | الرهبانية البندكتية                | 1506                         | 9 يوليو (تموز) 1492           |
| دومينغو بيريز ريفيرا    |                                    | 6 مارس (أذار) 1741           | 12 نوفمبر (تشرين الثاني) 1771 |
| جان بينيسلافسكي         | اليسوعية                           | 1783                         | 25 مارس (أذار) 1812           |
| أنطون جوتفريد كلايسن    |                                    | 25 يوليو (تموز) 1844         | 29 سبتمبر (أيلول) 1847        |
| جوزيف هياسنت سوهير      | جمعية الإرساليات الأجنبية في باريس | 27 أغسطس (آب) 1850           | 3 سبتمبر (أيلول) 1876         |
| إدوارد ماكابي           |                                    | 26 يونيو (حزيران) 1877       | 4 أبريل (نيسان) 1979          |
| جوزيبي ماتشي            |                                    | 27 فبراير (شباط) 1880        | 3 أبريل (نيسان) 1889          |
| جوزيبي شيرو             |                                    | 30 يوليو (تموز) 1989         | 29 نوفمبر (تشرين الثاني) 1895 |
| نيكولاي يوسف كاميلي     |                                    | 27 مارس (أذار) 1901          | 26 فبراير (شباط) 1906         |
| فينسيسلاو فريند         |                                    | 15 يوليو (تموز) 1901         | 2 سبتمبر (أيلول) 1932         |
| مارسيال بيير ماري جانين |                                    | 10 يناير (كانون الثاني) 1933 | 16 يوليو (تموز) 1932          |
| جان كاسين               |                                    | 20 فبراير (شباط) 1941        | 31 أكتوبر (تشرين الأول) 1973  |

## سكان بارزون
سكنت العديد من الشخصيات البارزة مدينة جدارا، حتى أطلق عليها خلال بعض الحقب التاريخية اسم «مدينة الفلاسفة». كذلك لاحظ المؤرخ ديفيد سايدر أن العديد من الفلاسفة والكتاب وعلماء الرياضيات المتميزين وُلدوا أو عاشوا في مدينة جدارا، غير أنّه لاحظ كذلك انتقال مُعظم هؤلاء الأشخاص في وقت لاحق إلى اليونان وإيطاليا على الرغم من اتساع المدينة وقيمتها كحاضرة ثقافية. ويوضح الجدول التالي حسب التسلسل الزمني أسماء فلاسفة وأدباء وعلماء مشاهير ولدوا أو عاشوا في مدينة جدارا:
| الاسم             | المهنة                  | الحقبة الزمنية                                        | المصادر                                     |
| ----------------- | ----------------------- | ----------------------------------------------------- | ------------------------------------------- |
| مينيبوس الكلبي    | كاتب ساخر               | القرن الثالث قبل الميلاد                              | [ 16 ] [ 15 ] [ 17 ]                        |
| ميلياجروس الجداري | فيلسوف وشاعر ساخر       | القرن الأول قبل الميلاد                               | [ 16 ] [ 15 ] [ 18 ]                        |
| فيلوديموس الجداري | فيلسوف وشاعر إبيقوري    | القرن الأول قبل الميلاد                               | [ 16 ] [ 15 ] [ 17 ]                        |
| ثيودوروس الجداري  | خطيب                    | القرن الأول قبل الميلاد                               | [ 16 ] [ 15 ] [ 17 ]                        |
| ديمتريوس الجداري  | القرن الأول قبل الميلاد | أهم عبيد بومبي ماغنوس المعتوقين وأكثرهم تأثيرًا وشهرة. | [ 19 ]                                      |
| فيلو الجداري      | عالم رياضيات            | أوائل القرن الثاني الميلادي                           | حسب قيمة دقيقة للغاية للثابت الرياضي ط أو π |
| أيونوماوس الجداري | فيلسوف ساخر             | القرن الثاني الميلادي                                 | [ 16 ] [ 15 ]                               |
| أبسينس الجداري    | خطيب                    | القرن الثالث الميلادي                                 | [ 16 ] [ 15 ]                               |

## الاكتشافات الأثرية

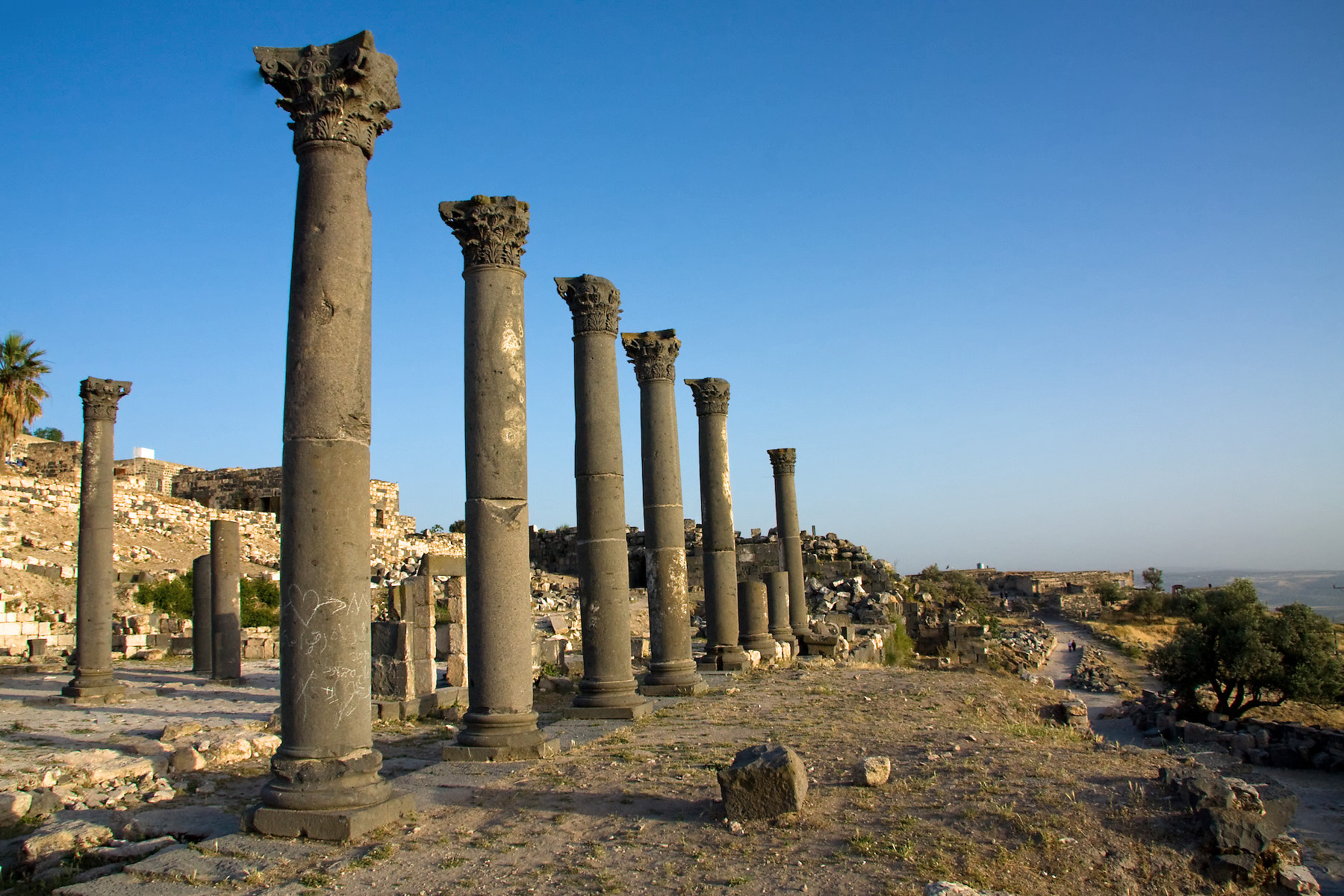
الآثار الرومانية لمدينة جدارا القديمة

أقر المستشرق والرحالة الألماني أولريخ ياسبر زيتسن في عام 1806 بأن الموقع الحالي لمدينة جدارا القديمة يقع في بلدة أم قيس في الأردن.
يمكن الآن العثور على أسوار مدينة جدارا القديمة التي يبلغ طولها 3 كيلومترات، والتي لا تزال موجودة بأكملها تقريبًا. كان أحد الطرق الرومانية المؤدية للمدينة قديمًا يمتد شرقًا إلى درعا حيث عُثر على قناة مائية تصل إلى بركة خاب الواقعة على بعد حوالي 20 ميلاً إلى الشمال من مدينة درعا السورية. وتشمل الآثار التي عُثر عليها الحمامات، ومسرحين، وحلبة لسباق الخيل، والشوارع ذات الأعمدة، والأعمدة الرومانية وقنوات المياه، ومعبد وكنيسة ومباني أخرى، تحكي عن مدينة كانت رائعة ذات يوم. يوجد شارع مرصوف ذو أعمدة مزدوجة يمتد من الشرق إلى الغرب، حيث لا يزال من الممكن رؤية الأخاديد التي تلبسها عجلات المركبات القديمة في الطريق إلى المعبد.
وفي عام 2017، اكتشف علماء الآثار معبدًا قديمًا بُني في العصر الهلنستي خلال القرن الثالث قبل الميلاد. ويعتقد أن المعبد كان مخصصًا لعبادة بوسيدون إله البحار والعواصف البحرية الإغريقي. كما عُثر أيضًا على قطع من الفخار الهلنستي في الموقع. كان تصميم المعبد يتبع طراز ديستايل إن أنتيس الكلاسيكي الإغريقي، وكان يتألف من رواق ومنصة، بالإضافة إلى الغرفة المقدسة للمعبد. كما اكتشف علماء الآثار شبكة من أنفاق المياه وسط البلدة القديمة، وهي منفصلة عن النفق الخارجي الذي اكتشف منذ عقود في المنطقة.

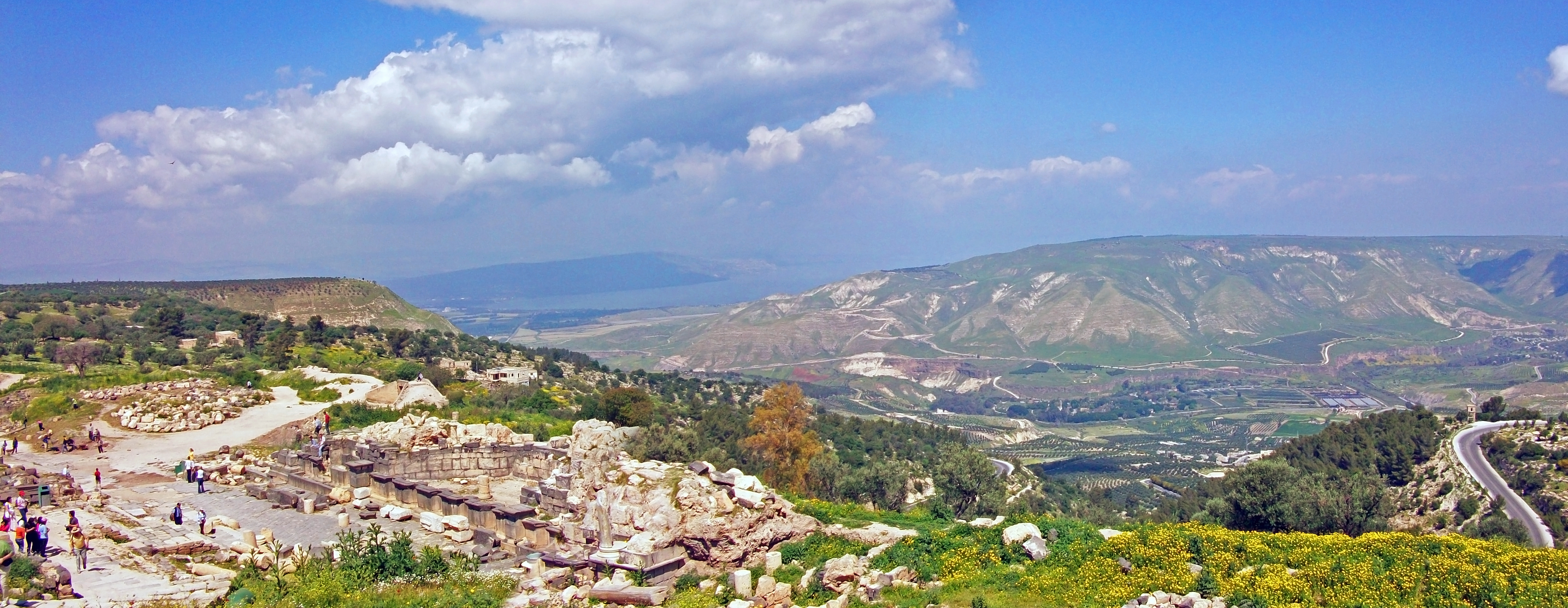
منظر من بلدة أم قيس الأردنية يُظهر شارع ديكومانوس في موقع مدينة جدارا القديمة محاطًا بتلال الجليل وبيحيرة طبريا (في الوسط إلى جهة اليسار)، وهضبة الجولان (جهة اليمين) في الخلفية.

## متحف بيت الروسان

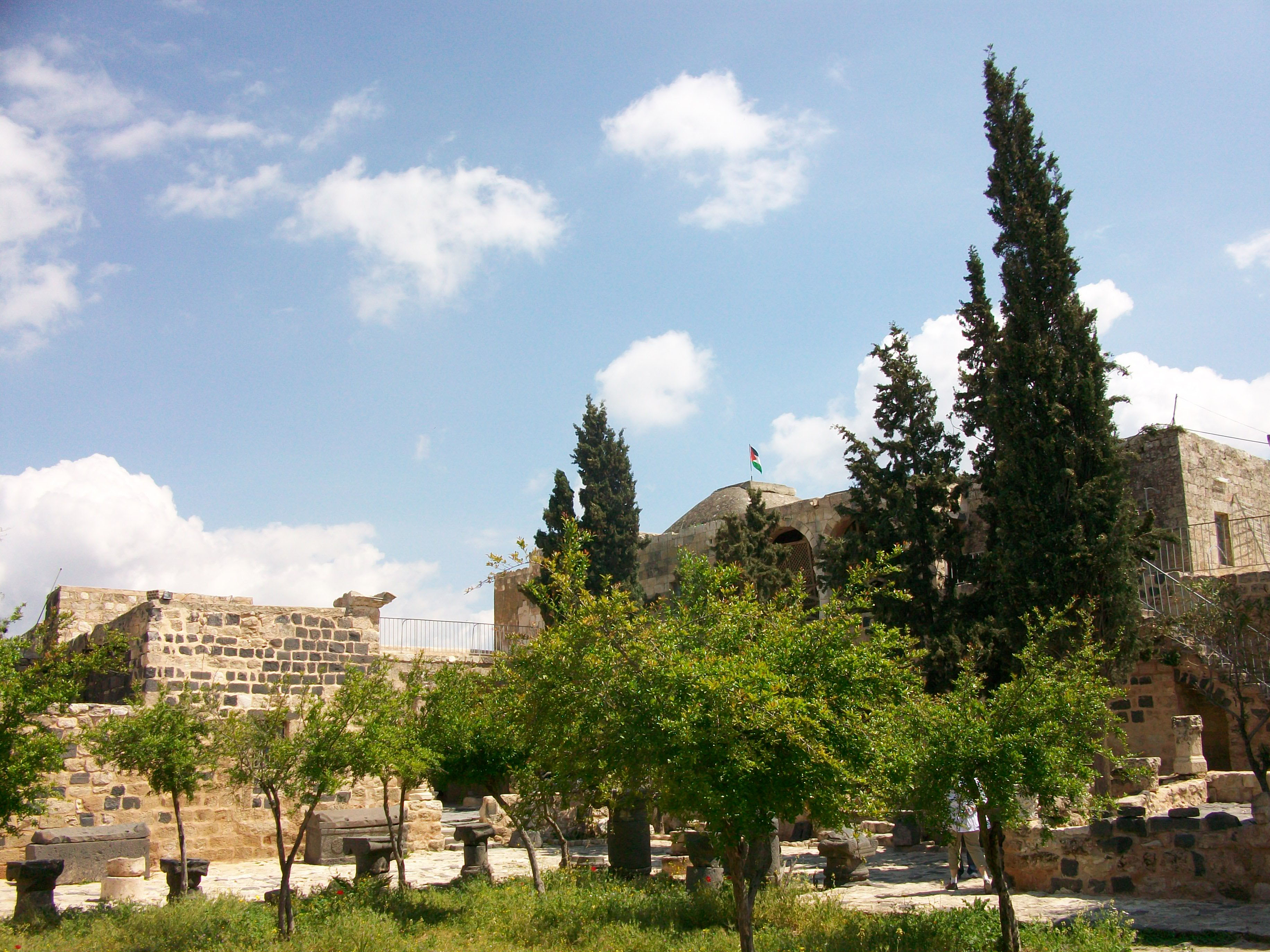
بيت الروسان

كان المقر السابق للحاكم العثماني المعروف باسم بيت الروسان واحدًا من أشهر المعالم والمزارات السياحية بمدينة أربد، وقد كان يتضمن متحفًا يعرض العديد من الاكتشافات الأثرية التي وُجدت في مدينة جدارا.